# Emanuel Vigeland
Emanuel Vigeland (ur. 2 grudnia 1875, zm. 22 grudnia 1948 w Oslo) – norweski malarz, witrażysta, rzeźbiarz i architekt, młodszy brat rzeźbiarza Gustava Vigelanda. Studiował grafikę i malarstwo w Oslo (Kristianii) i w Paryżu, odbywał podróże artystyczne do Włoch, Hiszpanii i Anglii. Pierwsze obrazy wystawił publicznie na wystawie w 1897 r.
W 1926 r. wzniósł budynek na przedmieściach Oslo (w dzielnicy Slemdal), który pierwotnie przeznaczył na swoje muzeum, później jednak zdecydował, że stanie się jego mauzoleum. Budynek ma formę niewielkiego kościoła pozbawionego okien, a dzieło oświetlone tylko kilkoma reflektorami, co wymaga szczególnego skupienia i za każdym spojrzeniem można dostrzec kolejne postacie. Jego wewnętrzne ściany pokryte są ogromnym freskiem (o powierzchni 800 m. kw.), zatytułowanym Vita (Życie), który przedstawia życie człowieka od poczęcia aż do śmierci. Tematem fresku jest erotyzm i instynkt seksualny człowieka. Ponieważ fresk przedstawia liczne nagie postacie, często w wyraźnie erotycznych kontekstach (aktach miłosnych), wzbudził on w purytańskiej Norwegii ogromne sprzeciwy, zwłaszcza ze względu na wywołującą religijne skojarzenia formę samej budowli.
Dopiero w 1958 r. zdecydowano się udostępnić mauzoleum do zwiedzania i to w bardzo ograniczonej formie, jest ono otwarte jedynie raz w tygodniu (w niedzielę) przez 4 godziny, nie wolno wykonywać fotografii, nie sprzedaje się też reprodukcji fresku. Emanuel Vigeland pozostaje wskutek tego niemal całkowicie nieznany, nawet w Norwegii.